# Выше облаков (пісня)
Выше облаков (укр. Вище хмар) — пісня української співачки Тіни Кароль, яка входить до її першого студійного альбому «Show Me Your Love». Як сингл вийшла у 2005 році.

## Про пісню
Пісня «Выше облаков» — стала першим синглом альбому «Ноченька» Тіни Кароль. Автор пісні — Тіна Кароль та Михайло Некрасов.

### Відеокліп
Режисером кліпу виступив Герман Глинський. За гроші, які Тіна отримала на конкурсі «Нова хвиля», і був знятий перший кліп — «Выше облаков».

## Нагороди та відзнаки
У січні 2020 року пісня увійшла до списку переможців спецпроєкту «20 знакових пісень за 20 років», який склали експерти, обрані організаторами національної музичної премії YUNA.

## Список композицій
| Цифрове завантаження, стримінг | Цифрове завантаження, стримінг | Цифрове завантаження, стримінг | Цифрове завантаження, стримінг | Цифрове завантаження, стримінг |
| #                              | Назва                          | Автор слів                     | Автор музики                   | Тривалість                     |
| ------------------------------ | ------------------------------ | ------------------------------ | ------------------------------ | ------------------------------ |
| 1.                             | «Выше облаков»                 | Тіна Кароль                    | Михайло Некрасов               | 3:19                           |

## Live виконання
2011 р. — «Выше Облаков» — перший сольний концерт в Києві
2014 р. — «Выше Облаков» -музичний фільм «Сила Любові та Голосу»
2015 р. — «Выше Облаков» — музична вистава «Я все еще люблю»
2016 р. — «Выше Облаков» в Латвії
2020 р. — «Выше Облаков» 15-річчя «Світського життя» з Катериной Осадчою.